# Jan Zrzavý
Jan Zrzavý (Okrouhlice, 5 de novembre de 1890 - Praga, 12 d'octubre de 1977) va ser un destacat pintor, artista gràfic i il·lustrador txec, del segle xx.

## Biografia
Va néixer a Okrouhlice, prop de Německý Brod, a Bohèmia, actual República Txeca. Va estudiar de forma privada a Praga amb K. Reisnera, V. Županského i Františca Ženíškay. Més endavant va assistir a l'Escola d'Arts Aplicades de Praga, UMPRUM, durant dos anys, des de 1907, abans de ser expulsat. A partir d'aleshores va estudiar de forma autodidacta. Va visitar per primera vegada França el 1924 i tornà a París i a la Bretanya freqüentment fins al 1939, tot i que va mantenir forts vincles amb la seva pàtria.
Entre 1913-1917 i 1919-1923 va ser membre del cercle artístic Mánes. Després de la Segona Guerra Mundial es va convertir en professor associat de la Universitat Palacký, de 1947 a 1950. Després va mantenir estudis privats a Praga i Okrouhlice. Durant la dècada de 1950 i de 1960 va ser creixent el seu reconeixement tant estatal com a internacional, i va ser homenatjat amb el títol d'Artista Nacional el 1965.

## Influències artístiques
Zrzavý va ser un membre clau de moviment modernista txec, i en general europeu, de principis del segle xx. Malgrat que se'l recordat com un simbolista, la seva major influència va ser l'art medieval europeu. En vida, s'inspirà en paisatges de diferents països com França, Itàlia i Grècia, com del seu país natal (Vodňany, Okrouhlice, Praga). Tornava sobre els seus temes en nombroses ocasions. Va admirar i va escriure sobre un dels fundadors del moviment artístic txec anomenat Poetismo, Karel Teige.
La seva obra s'exhibeix a la ciutat de Telč i a Praga.